# Надпись из Эль-Керак

Фотографии буквы «һэ» на стеле царя Меша (слева) и в надписи из Эль-Керак.
Ниже дана прорисовка этих же букв для ясности формы.

Надпись из Эль-Керак была обнаружена в 1958 году в Иордании, возле вади Эль-Керак. Она представляет собой базальтовый фрагмент надписи высотой 12.5 см и шириной 14 см. Надпись датируется концом IX века до н. э. и содержит три неполные строки, написанные на моавитском языке. Форма букв очень похожа на буквы в стеле царя Меша, но есть одна особенность. Буква һэ имеет четыре черты, отходящие влево от вертикальной, тогда как типичная һэ в западносемитских надписях 10-5 вв. до н. э. содержит лишь три черты слева. Эта буква не менее трёх раз встречается в надписи и всякий раз следует этому написанию. Хорошее изображение надписи, как и краткое описание, можно найти на сайте Хансона (K.C. Hanson).

## Транслитерация и перевод
Ниже представлена транслитерация и реконструкция надписи еврейскими буквами, а также перевод на русский язык. Эти данные взяты со страницы на сайте Хансона, посвящённой данной надписи. Реконструкция надписи — это, естественно, лишь предположение. Там с таким же успехом может быть написано «Я — Кэмошйат, царь Моава», то есть текст может принадлежать отцу Меша, если это вообще отец его упоминается. Ведь в стеле царя Меша имя его отца Кэмош…, то есть точно его окончание не известно.
| Стр. | Транслитерация надписи          | Перевод на русский язык                               |
| ---- | ------------------------------- | ----------------------------------------------------- |
| 1    | אנך משע בן כמשית מלך מאב הדיבני‎ | [Я — Меша, сын Кэмо]шйат, царя Моава, д[айбонитянин…] |
| 2    | בבת. כמש. למבער. כי. אהבתי‎      | […в храме] Кэмоша для всесожжения, ибо возлю[бил я…]  |
| 3    | נה. והן. עשתי. את‎               | … и вот сделал я …                                    |